# Pazza di gioia
Pazza di gioia è un film italiano del 1940, diretto da Carlo Ludovico Bragaglia.

## Trama
Aroldo Bianchi, un impiegato contabile, vince un'automobile a una lotteria e decide di mettere un annuncio sul giornale per trovare, per una gita di piacere, un compagno di viaggio che possa contribuire alle spese. Pone come condizione ulteriore quella di presentarsi all'appuntamento con la tromba del clacson di un veicolo in mano. Ricevuto un biglietto firmato con le sole iniziali da una persona disposta a viaggiare con lui, la attende nel salone di un lussuoso albergo e nel frattempo si mette a conversare con il conte Corrado Valli. A causa di un equivoco, quest'ultimo comprende le intenzioni dell'amico, e quando si presenta una bella fanciulla, Liliana Casali, con il clacson in mano, coglie al volo l'occasione fortunata capitatagli e fa credere di essere lui il contabile, decidendo di partire con lei la mattina seguente e dando venti giorni di vacanza a Peppino, il suo maggiordomo.
L'impiegato, nel frattempo, riceve una consistente somma di denaro da parte di Alvaro Monteiro, capo reparto del negozio musicale di dischi Do-re-mi e spasimante respinto di Liliana, deciso a vendicarsi dell'affronto; non comprendendo bene quanto è accaduto, decide di seguirlo nei suoi propositi. La mattina seguente partono in sei su tre veicoli: Corrado con Liliana, Alvaro con Aroldo e anche lo stesso Peppino con la moglie Rosetta, decisi a sfruttare al meglio quelle vacanze insperate. Durante il viaggio, dopo alterne vicende, i sei per una serie di circostanze si ritrovano riuniti ad alloggiare nello stesso albergo. Liliana scopre di essere innamorata di Corrado, ma quando Alvaro e l'impiegato li raggiungono, quest'ultimo svela la verità alla donna, convincendola che il nobile in realtà sia un malfattore. Lui all'inizio decide di farglielo credere, ma poi scopre il diario della fanciulla dove ha annotato i suoi sentimenti e tutti i malintesi si risolvono.

## Produzione
Il film, girato negli studi di Cinecittà, è il remake della pellicola del 1931 Due cuori e un automobile, conosciuto anche come Parigi Costa Azzurra (Paris Mediterranée) diretta da Joe May. Il titolo di lavorazione era Viaggio verso il sole. Nel film compare per la prima volta il modello di automobile Fiat Topolino utilizzata dai personaggi del contabile Aroldo Bianchi (Melnati) e il capo reparto del negozio musicale Alvaro Monteiro (Stoppa) per inseguire il conte Corrado (De Sica) e Liliana (Denis) nel loro viaggio su un'altra vettura.

## Distribuzione
Il film ottenne il visto censura n. 30.929 del 23 febbraio 1940, ed ebbe la prima proiezione il 7 marzo dello stesso anno. Venne nuovamente distribuito una seconda volta nel luglio del 1947 e una terza nel febbraio del 1952; nei documenti originali del visto di censura il titolo è indicato come Pazza per la gioia. In Spagna venne proiettato con il titolo Loca de alegria. Dopo scomparve dalla circolazione e, per diversi decenni, venne considerato invedibile.

## Ritrovamento e restauro
Il negativo originale nitrato infiammabile del film, ritrovato nel 1988 ormai decomposto e in stato di colliquazione – vale a dire il processo di putrefazione della pellicola – venne salvato fortunosamente dalla distruzione da un magazziniere, che diede l'avvio al processo di restauro durato dieci anni e conclusosi nel 1998 con la stampa del lavander ricavato anche, per alcune scene mancanti, da un controtipo ritrovato in Bulgaria nel 1994. Il film è stato proiettato per la prima volta in televisione sul canale satellitare Cineclassics il 26 maggio 1999.

## Home Video
Il film è stato pubblicato per la prima volta in DVD nel marzo del 2020 dalla Ripley's Home Video come ottavo titolo della serie "Perduti nel buio" dedicata ai film italiani invisibili. Negli extra è immessa un'intervista di Tatti Sanguineti a María Denis, tratta dalla trasmissione di Cineclassics realizzata sempre nel maggio del 1999, il giorno di presentazione della pellicola nella televisione satellitare.